# Light in the Window
Light in the Window é um filme de drama em curta-metragem estadunidense de 1952 dirigido e escrito por Jean Oser. Venceu o Oscar de melhor curta-metragem em live-action: 1 bobina na edição de 1953.